# NHK新聞
NHK新聞（日语：NHKニュース）指的是日本放送協會的電視、廣播服務所提供的新聞節目。

## 概述
現在的的標識是自1990年（平成2年）開始使用的。NHK在日本國內的54個放送局、放送支局與報導室時時刻刻進行采訪活動，其記者也多加入了記者俱樂部。另外，在海外有位於紐約的美國總局、位於倫敦的歐洲總局和位於北京的中國總局。在日本以外共有31個採訪據點。另外，其在日本各地共有400個以上的機器人照相機，統一由東京的新聞中心管理，地震及重大災害時能提供最即時的畫面。而也會在遭遇重大災害或事件時播出，且會暫停當下或後續本該繼續播出的節目。 目前NHK新聞也可在全日本空輸（ANA）的班機上收看。
關於年號的使用，日本國內的新聞原則上使用年號 ，日本以外的新聞原則上使用公曆。

## 電視廣播
關於電視，只有新聞部門製作的所有新聞節目都作為“NHK新聞”播出，其他部門（評論委員會室、社會信息部等）和節目專門部門（早安日本部等）負責有一個習慣，附上「NHK NEWS新聞中心9點」和「NHK新聞」等節目名稱。由於2000年重組，白天的常規新聞由“新聞7部”更名的“電視新聞部”處理，凌晨的晨間新聞則由“早安日本部”處理。直到《NHK7点新闻》開始，19點的新聞也被稱為“NHK新闻”播出，但在報紙上有時也寫成“7點鐘新聞”。
1995年，在白天的定期新聞的天氣信息中播放背景音樂，1995年至1997年，在白天和晚上的一些時段放置了NHK新聞標誌和顯示當前時間的圖案設計。
從2015年開始，定期新聞的標題改為「NHK NEWS」，更新了新聞的傳達方式，擴大了顯示時間的時區。「NHK新聞」播出期間會一直顯示時間（與選舉（直轄市市長選舉等）有關的候選人公告、通知、投票相關新聞等可能會被刪除）。
關於地方新聞，各廣播電台製作的地方新聞也以「NHK新聞」為標題播出。但是，「NHK新聞645」有時會播放自己的開頭動畫，如“首都圈新聞”和廣島放送局“廣島新聞645”，平日18点的地方新聞由“首都圈Network”等節目播出。
直到2014年，Fontworks New Cezanne才被用作電視屏幕上顯示的字符的字體。2015年開始使用Fontworks Neurodan  ，但森澤的UD字體在2021年首次引入“ News Global Understanding ” ，並在2022年引入所有國家新聞節目和地方東京都市區的新聞節目。此外，從2022年起，程序中使用的圖形的配色方案已更改，以考慮到色覺的多樣性。標題標誌是195X到197X的第一個標誌（直角字符）。第二代是197X到1983年（左邊是正方形，右邊是圓角字母）。第三代是1984年到1989年（回歸到第一代的所有棱角人物）。第四代是從1990年到2009年（字符斜切以覆蓋右側。今天一些地方廣播電台仍在使用它）。2009年開始使用第五代。從2015年開始，與第五代同時開始使用英文符號“NHK NEWS”。而從2020年也就是第六代開始，已經完全統一為英文記法。從主新聞視頻的屏幕上看時，顯示在右上角的標題以帶藍色邊框的矩形大小顯示。此外，根據內容的不同，「速報」、「訃報」、「独自」、等字會出現在一般電視的標題中，但即使在BS1“BS新聞”中也不會出現這種顯示當報導同樣的新聞時。
此外，自2017年4月8日起，週末及節假日6點鐘新聞縮短5分鐘播出至18:05。因此，後續節目將延長5分鐘播出。
2020年起更新正規新聞攝影棚，更新標題標誌及設計。迄今為止，《正午》和《土日祝早朝》的片頭曲和OP動畫的規格不同，但這次更新後，歌曲和動畫都統一了。並統一了《NHK NEWS》、《首都圈Network》、《首都圈新闻845》等OP動畫的部分動畫。「NHK NEWS 早安日本」(NHK NEWS おはよう日本)（包括關東甲信越等其他地方）和“首都圈 NEWS845”已更改為「NEWS」標誌，但NHK新聞速報、和「NHK 手語新聞」是平常的「新聞」表示法。此外，從2020年起，國家新聞和地方新聞在節目指南和網頁節目表上不再被視為單獨的節目。
2022年起取消《早安日本》《NHK7點新聞》《九点看新闻》等與NHK NEWS不同的片頭動畫。星期六、星期日、節假日、年末年初的清晨的“午間新聞”和平常新聞取消了氣象相機背面的開場標題標誌 。
2023年4月4日起，字幕中文字字體和排版改為通用設計，位置和大小在多部新聞節目中統一此外，原本顯示在右下角的各節目的方形標誌，也統一為「NHK NEWS」。

## NHK新聞速報
在NHK綜合頻道和BS1上，可能會在包括常規新聞節目在內的常規節目廣播期間在鏡面上發布名為“NHK 突發新聞”的突發新聞字幕。在NHK廣播第1頻率上，將以插播的形式播出。突發新聞的播送主要是重大事件和事故的發生和進展、死刑的執行、皇室相關訊息、政治（重要法案的通過、眾議院的解散、內閣的組建等） 、國際形勢、選舉結果確定時 ( 包括都道府縣知事、各大城市的市長以及參眾議院兩院議員等 )、當職業棒球、足球 J1 聯賽獲得聯賽冠軍或日本比賽奪冠時，當相撲選手獲得幕內首勝時，或者在奧運會上誕生日本獎牌得主時等高度關注的運動，或其他具有高度國家利益的新聞（通常是關於正在轉播的事件的突發新聞）。定期新聞公告廣播與日本銀行有關的信息。也放送天氣警報和警告信息（因大雨而疏散的命令），以及與暫停和恢復運輸（鐵路和公路）有關的交通訊息。
地震預警和地震震度 3 級或更高的地震的相關訊息將透過新聞在日本所有電視頻道上播放。地震預警自動播放警報廣播，但在體育轉播和現場直播的情況下，負責的播音員將再次傳達警報廣播以傳達地震信息。此外，當在國家電視新聞廣播期間發布緊急地震公告時，可能會播放震央附近地區的機器人攝影機）的影像。此外，從 2006 年起，當全國電視新聞廣播（包括天氣信息和東京都市區的地方新聞廣播）中出現有關地震震度 3 級或更高地震的信息時，已添加新聞廣播以避免覆蓋圖像屏幕上方，顯示在中央分控室倒U型屏幕的藍色空間部分。除此之外，在包括實況轉播在內的現場直播節目中，當有突發新聞插播時，可能會採取諸如移動攝像機鏡頭使其不與被攝體重疊的措施。
電視上的“突發新聞”過去像商業廣播一樣重複兩次，但現在顯示一次，顯示時間更長，約為1分鐘（交通信息和天氣警報也是如此。地震。信息重複多次）。多組織時，主頻道和子頻道都顯示。在關東地區以外的一般電視上，如果正在執行區域獨特的節目（包括全國廣播節目的時移廣播），則顯示將從東京傳輸開始延遲幾秒到一分鐘（在某些情況下，甚至如果該地區組織獨特，關東可能會在與當地幾乎相同的時間顯示）。綜合頻道和 BS1 不在播放且播放未停止時，即使在灰色屏幕上輸入訊息，也會顯示突發新聞字幕。雖然這種情況很少見，但地方廣播電台可能會在當地發布自己的突發新聞。當除了國家公告字幕之外還顯示本地廣播電台的本地字幕時，水平標題顯示在屏幕底部，垂直標題顯示在屏幕左側或右側。1981年4月6日開始引入編鐘音，在突發新聞時伴隨響兩聲的編鐘音一起顯示“NHK新聞速報”的標誌。即使在NHK教育頻道上，在高中棒球轉播、相撲轉播（僅在替代轉播期間）、奧運會和殘奧會期間也會在鏡面上插入突發新聞字幕。2012年12月12日，朝鮮發射導彈的快訊也在BS Premium上播出，並在國內電視台各頻道同步播出。
此外，BS1/BS Premium從2016年2月起轉為數據廣播傳輸，以支持錄音。為此，發生突發新聞時的聲音也換成了另一種。
在第一廣播中，在本地廣播的情況下，在正常節目期間降低主音量並覆蓋新聞內容。在全國廣播的突發新聞中，主持人經常在直播中打斷節目（例如“新聞已進入此處”之類的評論）並報告新聞演播室的新聞（根據節目的不同，主持人的播音員是（有時它只是有效）。與第一廣播同時播出的 NHK World Radio Japan 也將按原計畫向全國播出內容。即使在 FM 廣播中，如果發生大地震，甚至在節目期間也可能會播放與地震有關的新聞。對於地方高中棒球比賽等地方體育賽事轉播，無論是全國還是地區性的，發送轉播的地方電視台的演播室都會跟進轉播。
NHK World Premium 不顯示突發新聞和地震信息等任何突發新聞字幕。此外，當地震信息按原樣顯示時，僅顯示倒U形屏幕的藍色空間部分。然而，在選舉選舉公告發佈時，NHK WORLD 使用數位電視（關東廣域廣播）播放視頻播放確認獲勝者的新聞公告，因此新聞公告（無論全國或首都圈）的字幕也照原樣顯示（2012年眾議院換屆選舉初選報告中只顯示獲勝者的初步字幕和贏得的席位數）。這也是東日本大地震的特報所採用的體制，在發生次日的3月12日8點53分之後也採用了同樣的措施。

## 現任主播

### 日语主播

#### 男性
- 井上二郎
- 高井正智
- 江原启一郎（日语：江原啓一郎）
- 今井翔馬
- 栗原望
- 深川仁志
- 伊藤海彦（日语：伊藤海彦）
- 佐藤克樹
- 利根川真也
- 三條雅幸
- 瀧川剛史
- 伊藤鑛二
- 明石勇
- 畠山智之
- 阿部渉
- 武田真一
- 野村正育
- 末田正雄
- 伊藤博英
- 石澤典夫

#### 女性
- 浅野里香（日语：浅野里香）
- 井田香菜子（日语：井田香菜子）
- 片山千惠子
- 川口由梨香
- 川崎理加（日语：川﨑理加）
- 合原明子（日语：合原明子）
- 佐藤步美
- 副岛萌生
- 中山果奈
- 庭木樱子（日语：庭木櫻子）
- 畠山衣美（日语：畠山衣美）
- 林田理沙（日语：林田理沙）
- 星麻琴
- 森下绘理香
- 守本奈实
- 山内泉
- 吉冈真央
- 和久田麻由子

### 英语主播
（2023年12月至今）

#### 所有英语主播（含纽约主播）
- 山口宽明（日语：山口寛明）
- 芳川隆一（日语：芳川隆一）
- 川崎理加（Kawasaki Rika）
- 森下绘理香（Morishita Erika）
- 山本美希（日语：山本美希）
- 福岛优子（日语：福島優子）
- Raja Pradhan
- 小笠原吉信（Yoshi Ogasawara）
- 北川惠子（Keiko Kitagawa）
- Kanako Sachno
- Ross Mihara
- 天願光雄（日语：ジェームス・天願）（James Tengan）
- 西村阳子（Yoko Nishimura）
- 古贺一（Koga Hajime）
- 江原启一郎（Ebara Keiichiro[3]）
- 井上裕貴（Inoue Yuki）
- Ramin Mellegard
- Gene Otani（日语：ジョジョ大谷）
- 高雄美紀（Takao Minori）
- Catherine Kobayashi（日语：キャサリン小林）

## 過去曾經擔任主播

### 已离职日语主播

#### 男性
- 相田洋
- 安住淳
- 池上彰
- 磯村尚德
- 植木光教
- 上杉隆
- 上田哲
- 浦達也
- 大久保怜
- 太田恒太郎
- 小野耕世
- 角間隆
- 柏倉康夫
- 勝部領樹
- 苅田久徳
- 川崎秀二
- 川崎泰資
- 木村淳
- 木村太郎
- 草野仁
- 胡桃澤耕史
- 小出五郎
- 小中陽太郎
- 小林和男
- 佐野剛平
- 高島肇久
- 龍村仁
- 田畑彦右衛門
- 辻真先
- 手嶋龍一
- 中島洋次郎
- 橋本大二郎
- 浜野崇好
- 林家竹丸
- 平野次郎
- 日高義樹
- 深町幸男
- 藤田太寅
- 水野清
- 柳田邦男
- 和田勉
- 柳川喜郎
- 斋藤季夫
- 名取将
- 森本毅郎
- 园田矢
- 平野次郎
- 松平定知
- 草野仁
- 宫川泰夫
- 宫田修
- 石户谷健一
- 川端义明

#### 女性
- 畑恵
- 渡邊あゆみ
- 加賀美幸子
- 櫻井洋子
- 山田敦子
- 森田美由紀
- 小郷知子
- 村田幸子
- 山根基世
- 介川裕子
- 頼近美津子
- 池田裕子
- 草野満代

### 已离职英语主播
- Mike De Jong
- 贵岛道夫（Michio Kijima）
- Michelle Yamamoto（日语：山本ミッシェールのぞみ）
- 小笠原阳子（Yoko Ogasawara）
- 原英司（Hideshi Hara）
- Anna Dirksen
- Shery Ahn
- 青谷優子（Yuko Aotani）
- 内田爱（Ai Uchida）
- 右近明日美（Asumi Ukon）
- 森田博士（日语：森田博士）（Hiro Morita）
- 坂卷博和（Hirokazu Sakamaki）
- 大川久（Hisashi Okawa）
- 北野加寿子（Kazuko Kitano）
- 花田惠吉（日语：花田恵吉）（Keikichi Hanada）
- 田代杏子（日语：田代杏子）（Tashiro Kyoko）

## 製播節目

### 日语节目
以下各節目名稱後面符號代表：※為雙語播出
- NHK新聞 早安日本（NHKニュースおはよう日本）
- NHK新聞（NHKニュース）
- 列岛新闻（列島新聞）
- 下午直播 NEWSOON（日语：午後LIVE ニュースーン）
- NHK7點新聞（NHKニュース (午後1時)）※
- News Watch 9（ニュースウオッチ9）※
- 週六九點觀察（サタデーウオッチ9）※（為News Watch 9 節目的週六版）

### 英语节目
- NHK NEWSLINE
- NEWSROOM TOKYO

## 地方新闻节目

### 茨城新闻845
《茨城新闻845》（日语：／）是《NHK新闻》的茨城县地区新闻节目，由NHK水户放送局制作，在茨城县NHK综合播出。2004年10月1日起开始播出。
即使在茨城县内，特别是在该县的南部和西部地区，也无法根据中继站接收当地播出，因此需要采取安装额外天线等措施。

## 外部連結
- NHK新聞（页面存档备份，存于）
- NHK廣播新聞（页面存档备份，存于）